# Odmar Færø
Odmar Færø (Tórshavn, Islas Feroe, 1 de noviembre de 1989) es un futbolista feroés. Juega de defensa y su equipo es el KÍ Klaksvík de la Primera División de las Islas Feroe.

## Carrera
Færø jugó su fútbol juvenil en Escocia, donde su padre, el exjugador internacional feroés Oddmar, trabajaba como dentista. Fue llamado para la selección de fútbol sub-19 de Islas Feroe en 2006 cuando todavía jugaba en la Liga de Fútbol Highland de Escocia en el Keith F.C. En 2007 fue fichado por el B36 Tórshavn de su país natal, Islas Feroe, donde debutó profesionalmente con 18 años.
Færø volvió Escocia en 2011 para estudiar en la Robert Gordon University en Aberdeen con una beca escolar, y fichó por el club escocés Forfar Athletic en 2012
Estuvo en el Forfar Athletic hasta junio de 2014, jugando 21 partidos y debutando con la selección absoluta de Islas Feroe en un partido contra Selección de fútbol de Alemania en septiembre de 2012, convirtiéndose en el primer jugador de los "Loons" en ser convocado como internacional.
Se reincorporó al B36 en junio de 2014, convirtiéndose en campeón de la Primera División de las Islas Feroe dos años consecutivos. Færø pasó la primera parte de 2016 en el equipo escocés de la  Junior  Banks O' Dee y fue nombrado su jugador del año antes de regresar al B36 en junio de 2016. En 2018, en la final de la Copa de Islas Feroe lideró a su equipo para ganar la copa en una final muy dramática.
En 2019 fue traspasado al Hamarkameratene por 150 mil euros donde hasta la fecha ha disputado 16 partidos.